# Adlercreutzia caecimuris
Adlercreutzia caecimuris es una bacteria grampositiva del género Adlercreutzia. Fue descrita en el año 2018. Su etimología hace referencia a ciego de ratón. Anteriormente conocida como Enterorhabdus caecimuris. Es anaerobia e inmóvil. Tiene un tamaño de 0,5 μm de ancho por 2 μm de largo. Forma colonias pequeñas, circulares, enteras y no hemolíticas en agar sangre tras 48 horas de incubación. Temperatura de crecimiento entre 27-40 °C, óptima de 37 °C. Es sensible a  los antibióticos claritromicina, eritromicina y metronidazol. Resistente a cefotaxima. Tiene un contenido de G+C de 64,5%. Se ha aislado del ciego de un modelo de ratón con colitis espontánea . 